# 애버트청서
애버트청서 또는 태슬귀청서(학명 : Sciurus aberti)는 다람쥐과 청서속에 속하는 설치류의 일종이다. 미국부터 멕시코까지 로키산맥의 토착종으로 애리조나주 그랜드 캐니언과 뉴멕시코주, 콜로라도주 남서부 지역에서 주로 발견된다. 춥고 건조한 판데로사 소나무 숲에 주로 제한적으로 분포하며, 밀접한 관련이 있다. 종소명과 일반명은 9종의 아종을 동정한 미국 박물학자 애버트(John James Abert)의 이름에서 유래했다.

## 아종
9종의 아종이 알려져 있다.
| - S. a. aberti - S. a. barberi - S. a. chuscensis - S. a. durangi - S. a. ferreus | - S. a. kaibabensis - S. a. mimus - S. a. navajo - S. a. phaeurus |